# Bellefontaine (Manche)
Bellefontaine is een plaats en voormalige gemeente in het Franse departement Manche in de regio Normandië en telt 126 inwoners (2017). De plaats maakt deel uit van het arrondissement Avranches.

## Geschiedenis
Bellefontaine maakte deel uit van het kanton Juvigny-le-Tertre tot dit op 22 maart 2015 werd opgeheven en de gemeenten die onder dit kanton vielen werden opgenomen in het kanton Isigny-le-Buat. Op 1 januari 2016 fuseerden de gemeenten van het voormalige kanton, met uitzondering van Le Mesnil-Adelée en Reffuveille, tot Juvigny les Vallées. De opgeheven gemeenten, waaronder Bellefontaine, kregen de status van commune déléguée deze commune nouvelle.

## Geografie
De oppervlakte van Bellefontaine bedraagt 6,6 km², de bevolkingsdichtheid is 21,8 inwoners per km².
De onderstaande kaart toont de ligging van Bellefontaine (Manche) met de belangrijkste infrastructuur en aangrenzende gemeenten.

## Demografie
Onderstaande figuur toont het verloop van het inwonertal (bron: INSEE-tellingen).
La Bazoge · Bellefontaine · Chasseguey · Chérencé-le-Roussel · Juvigny-le-Tertre · Le Mesnil-Rainfray · Le Mesnil-Tôve